# Riviera del Brenta
Riviera del Brenta je městská oblast v metropolitním městě Benátky, která se rozkládá podél břehů řeky Naviglio del Brenta. Jedná se o starobylé přírodní koryto řeky Brenta: ta se z ní odděluje u města Stra a vlévá se do benátské laguny u města Fusina, přičemž teče výrazně od západu k východu. Jedná se o oblast s vysokou historickou a krajinářskou hodnotou díky přítomnosti četných benátských vil. Zahrnuje města Stra, Fiesso d'Artico, Dolo, Mira, Oriago a Malcontenta.
V širším slova smyslu se Riviera del Brenta rozumí celý bývalý okres Dolo, který zahrnuje obce Campagna Lupia, Campolongo Maggiore, Camponogara, Dolo, Fiesso d'Artico, Fossò, Mira, Pianiga, Stra a Vigonovo. Společně s Miranese představuje jeden ze dvou okresů centrální oblasti metropolitního města. Čtyři z deseti obcí jsou nyní sdruženy ve Svazu obcí Riviera del Brenta.
Samotný název "Riviera" označuje v tradičním smyslu slova úsek pobřeží, ale může se jednat i o oblasti podél řek či jezer. V Benátsku má však pojem riviéra ještě jiný význam a souvisí se sítí řek a kanálů v oblasti. Riviera del Brenta, obepínající řeku Naviglio di Brenta (spojuje Padovu s Benátkami), je hlavním takovýmto příkladem. Dalším příkladem jsou tzv. padovské riviéry, tj. ulice, které v historickém centru Padovy lemují kanály řeky Bacchiglione (některé z nich jsou dnes pohřbeny).

## Geografie
Centrem Riviéry, jak z hlediska geografického, tak z hlediska nabízených služeb, je město Dolo, kde se nachází nemocnice, střední školy a smírčí soud; do roku 2013 zde byla také odloučená část benátského soudu, která je nyní spolu se všemi malými soudy zrušena. Zdaleka nejlidnatější obcí je však obec Mira (vznikla v roce 1867 sloučením tří obcí Gambarare, Mira a Oriago): s téměř 40 000 obyvateli v ní žije 30 % všech obyvatel okresu.

## Historie

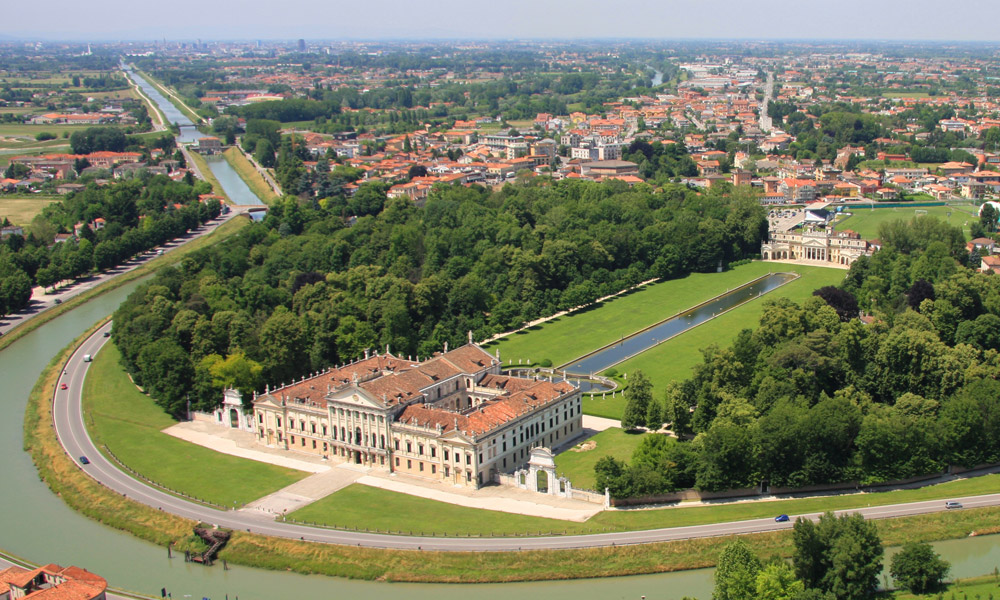
Villa Pisani v obci Stra, v současnosti muzeum.

Vodní cesta Naviglio hrála důležitou roli jako komunikační trasa mezi benátskou lagunou a Padovou.
Oblast se vyznačuje množstvím vil, které si v období republiky Serenissima mezi 16. a 18. stoletím postavily benátské patricijské rodiny a které svědčí o aristokratické moci té doby. V té době se na Riviéru jezdilo pouze lodí, zatímco současné silnice byly vybudovány později. Benátští šlechtici se po řece přepravovali na člunu zvaném burchiello, který táhli od břehu muži, voli nebo koně, zatímco zboží se převáželo na lodích zvaných Burci. Plavba po Riviera del Brenta je i dnes turistickou atrakcí.

### Železniční a vodní doprava
Vedle tradiční říční plavby byla Riviéra Brenta v letech 1885-1954 výrazně charakterizována přítomností trati a vlaků tramvajové dráhy Padova-Malcontenta-Fusina, kterou provozovala společnost Società delle Guidovie Centrali Venete (skupina Società Veneta); v Malcontentě mohly vlaky pokračovat na nádraží Mestre nebo do Fusiny, kde se mohly napojit na lodě do Benátek, které řídila společnost Società Veneta Lagunare, rovněž kontrolovaná skupinou Società Veneta, čímž vznikl integrovaný dopravní systém, jehož hlavní struktura se nacházela na Riviéře.
Riviérou Brenta dodnes prochází trasa Naviglio Brenta, která začíná v Padově a vede z Padovy do Fusiny (VE). Pět plavebních komor, deset pohyblivých mostů a více než 30 km plavby činí z této řeky nejzajímavější trasu v Evropě. Každoročně se po těchto nádherných vodách plaví desetitisíce cestujících.

## Ekonomika
Těžištěm hospodářství oblasti Riviera del Brenta je obuvnický průmysl (vznikl v důsledku agrární krize na konci 19. století). K rozvoji tohoto odvětví přispělo nadšení Giovanniho Luigiho Voltana (1873-1941), které vyústilo ve velkolepý podnikatelský záměr. Ještě před synem Giovannim se této činnosti ujal jeho otec Carlo, který otevřel několik dílen v oblasti Padovy a Benátek. Giovanni Luigi se seznámil s moderními výrobními technikami během svého pobytu v Bostonu v USA. Po návratu z této cesty s sebou přivezl nové stroje a zavedl mechanizovaný výrobní systém, který mu umožnil snížit náklady a zvýšit objem výroby, čímž získal konkurenční výhodu oproti ostatním italským výrobcům obuvi. Rozměrový skok pro společnost Voltan nastal v roce 1904: získala průmyslový profil (továrna o rozloze 8 000 m², 400-500 zaměstnanců a výroba 1000 párů obuvi denně) a stala se národním referenčním bodem. V průběhu let se vedle mechanizace výrobních procesů rozvinula také přímá distribuční síť, čímž se odstranily mezistupně a cena se snížila až o čtyřicet procent. Další významnou osobností v obuvnické oblasti Riviéry Brenta je Narciso Rossi, který opustil obuvnickou továrnu Voltan, aby spolu s dalšími kolegy založil vlastní společnost. V průběhu let se společnost, především díky přispění Narcisova syna Luigiho, vyvinula ve významného hráče v oblasti dámské luxusní obuvi.

## Benátské vily
Níže jsou uvedeny některé z hlavních benátských vil na Riviéře, rozdělené podle obcí.

### Mira

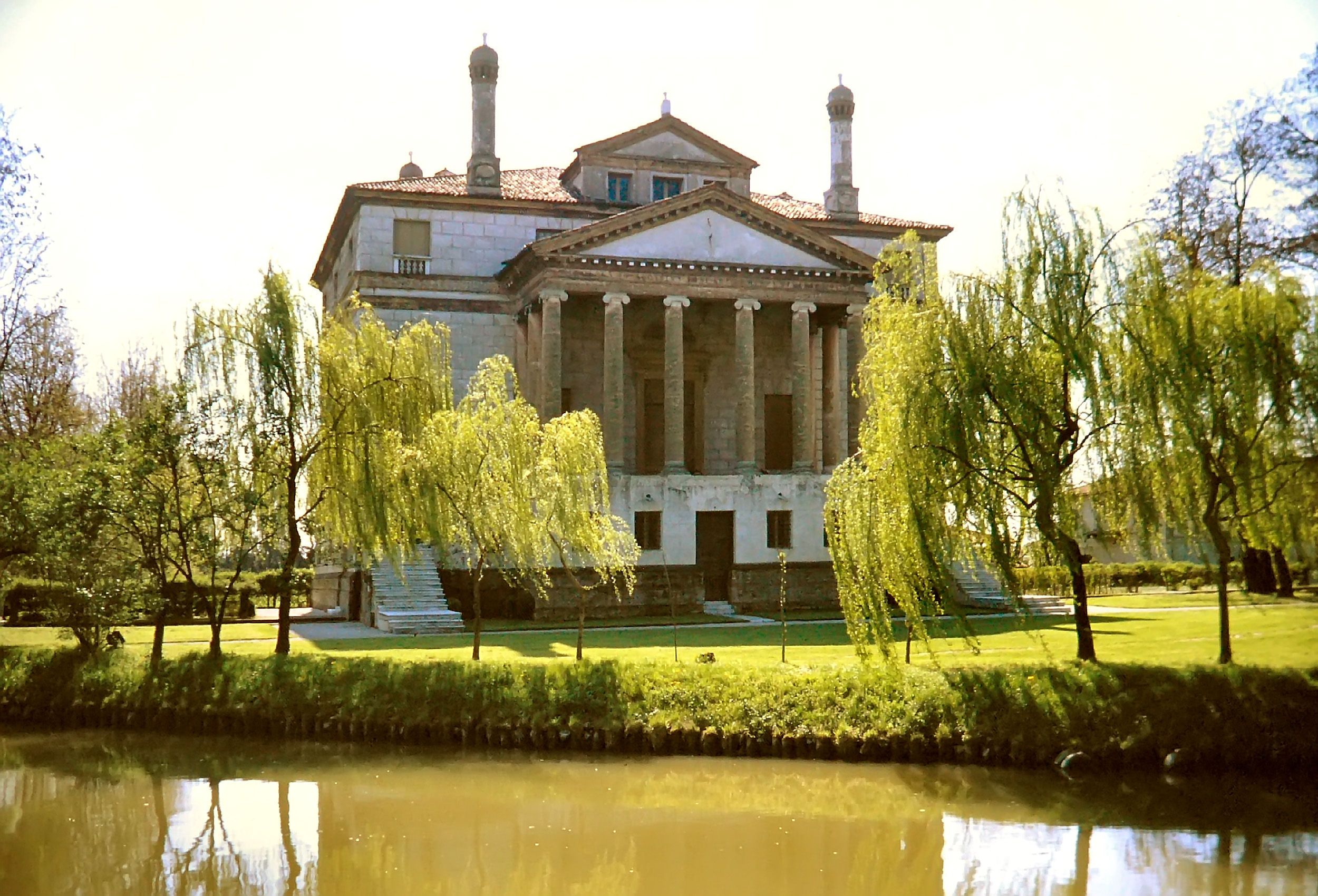
La Malcontenta

- Villa Foscari známá jako "la Malcontenta", Malcontenta
- Villa Allegri von Ghega (16. století), Oriago
- Villa Corner Brusoni Scalella, Oriago
- Villa Gradenigo Fossati, Oriago
- Palazzo Moro (15. století), Oriago
- Villa Mocenigo, Oriago
- Villa Priuli, Oriago
- Villa Querini Stampalia, Mira PorteVilla Seriman Widmann Rezzonico Foscari

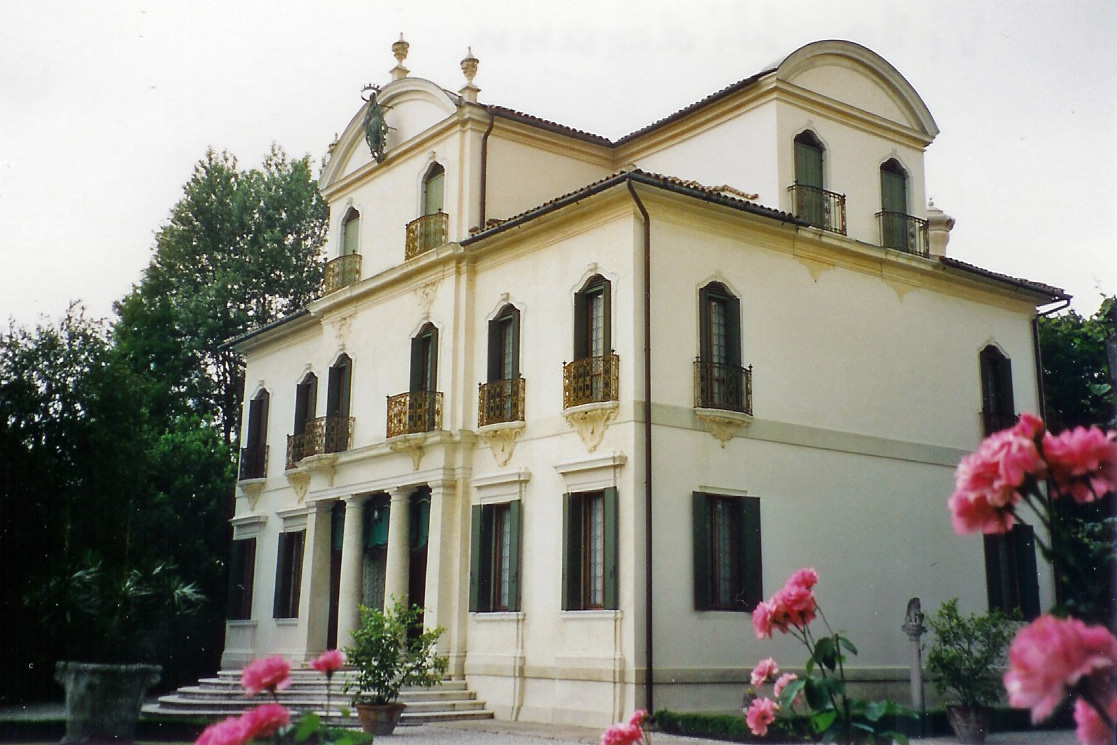
Villa Seriman Widmann Rezzonico Foscari

- Barchesse z Villa Valmarana, Mira Porte
- Villa Widmann Seriman Foscari, Mira
- Villa Venier, Mira
- Villa Levi Morenos, dříve Varisco, Mira
- Villa Alessandri, Mira
- Villa Bon, Mira

### Dolo

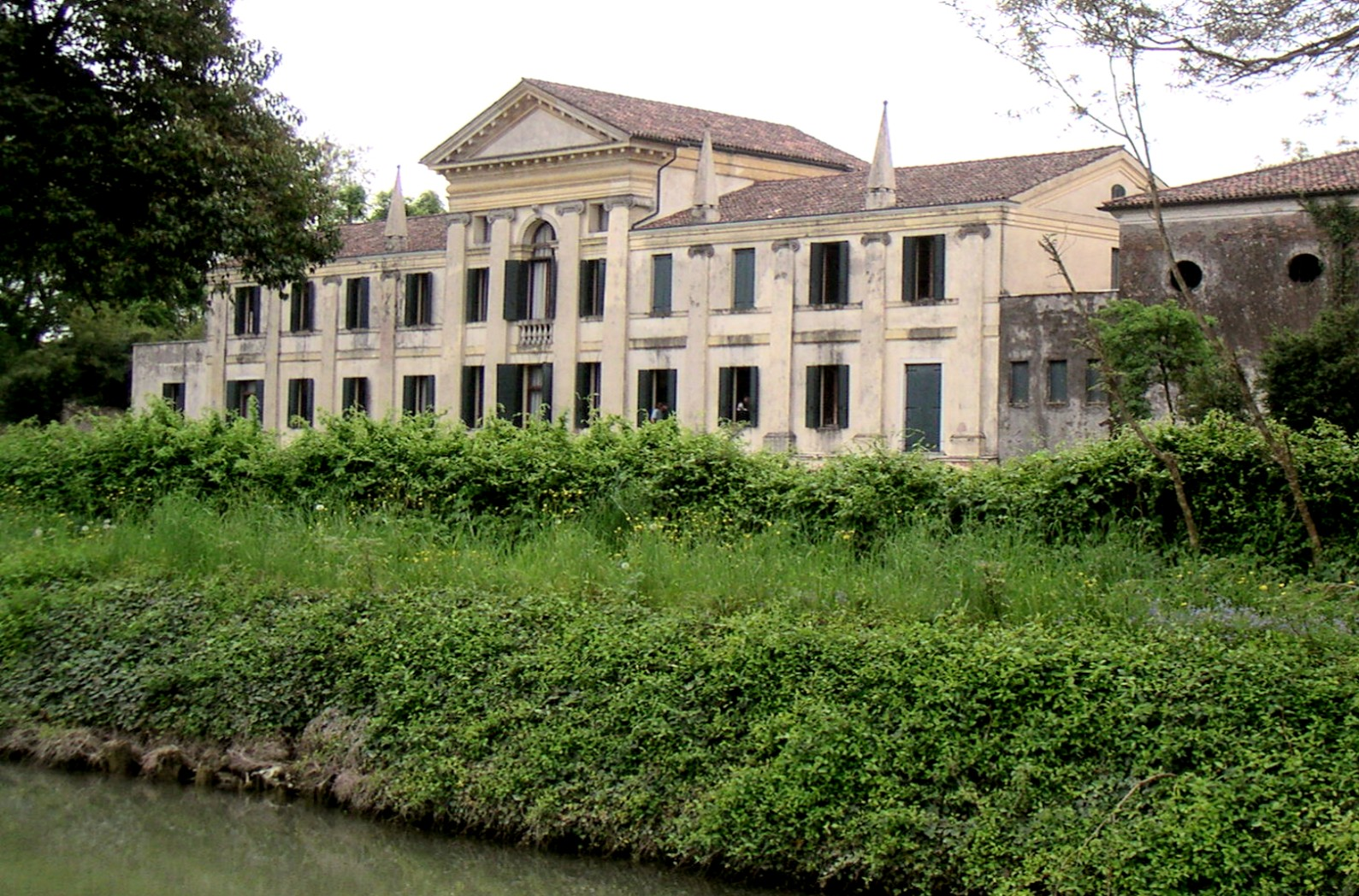
Villa Ferretti-Angeli v Dolo

- Villa Badoer Fattoretto
- Villa Ferretti-Angeli v DoloVilla Ferretti Angels
- Villa Gasparini (18. století)

### Fiesso d'Artico
- Villa Recanati-Zuccon (postavena v první polovině osmnáctého století)
- Villa Soranzo (postavena v 16. století)
- Villa Barbarigo-Fontana (přestavba předchozího domu ze 16. století z 18. století)
- Villa Corner-Vendramin ('700)
- Villa Contarini di S. Basegio (postavena mezi 17. a 18. stoletím)
- Villa Marquis De Seynos nebo Arménů ('600)
- Venier-Tiepolo House ('700)

### Stra
- Villa Foscarini Rossi

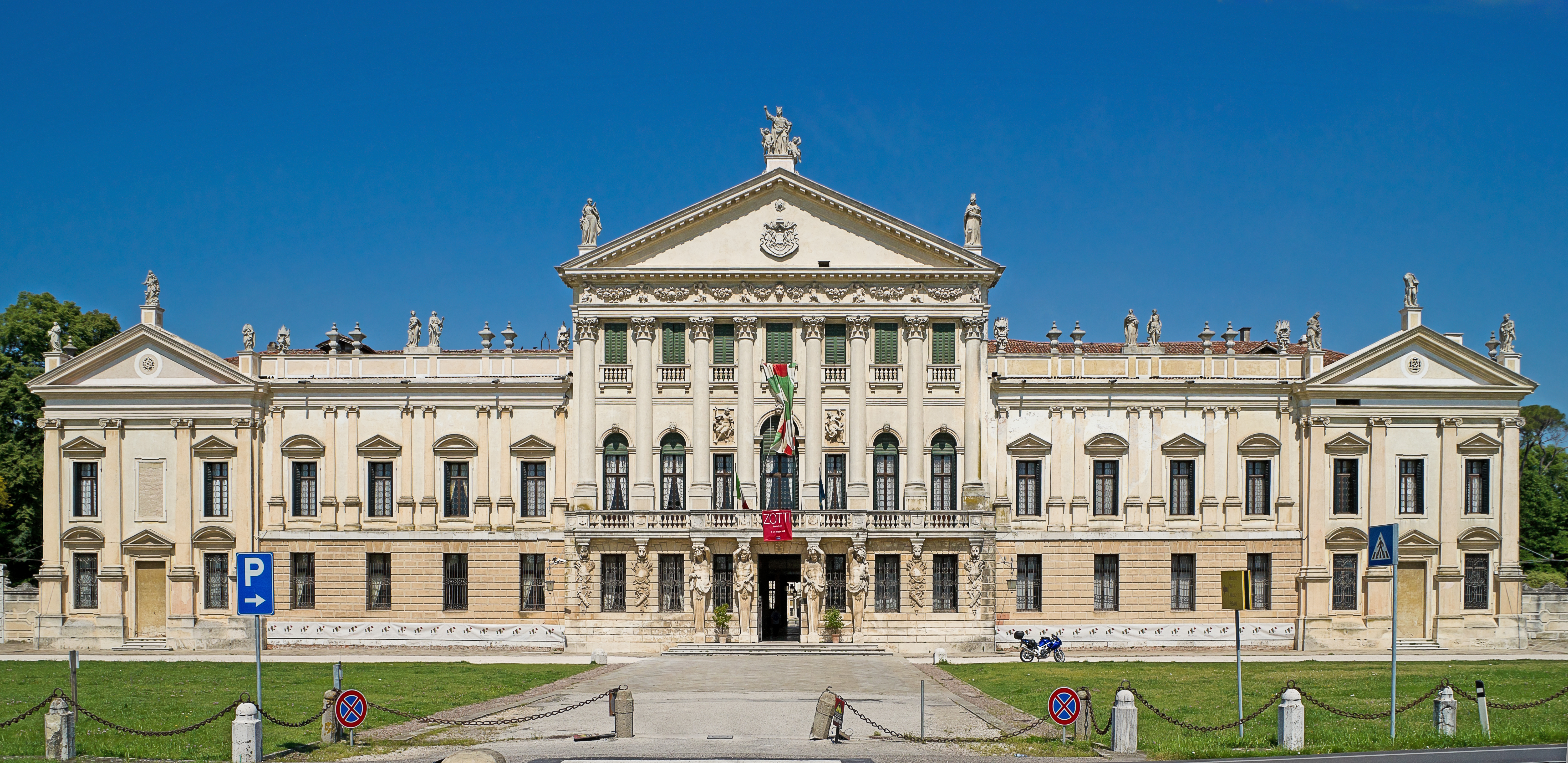
Villa Pisani ve Stra

- Villa Pisani s názvem "La Barbariga"
- Villa Pisani známá jako "The National"

### Vigonovo
- Villa Sagredo

### Camponogara
- Villa Dragonetti-Giantin, Campoverardo
- Villa Parolini

## Svazek obcí "Města Riviera del Brenta"

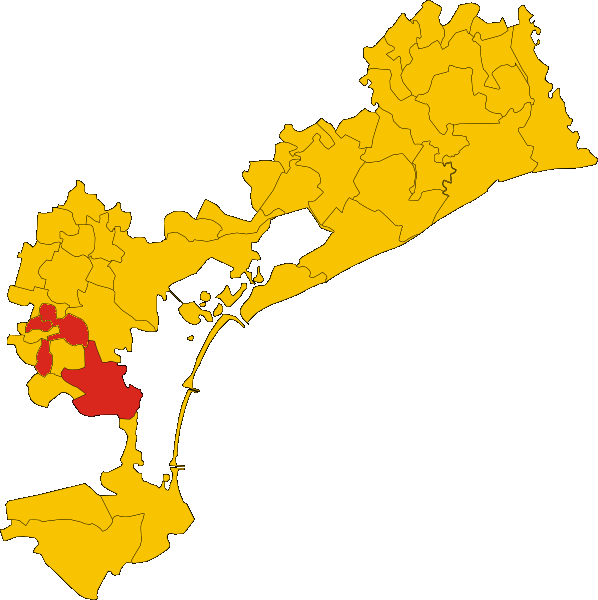
Města tvořící Unii "Città della Riviera del Brenta".

Název "Città della Riviera del Brenta" označuje spojení obcí Campagna Lupia, Dolo, Fiesso d'Artico a Fossò. Svaz má sídlo v Dolu; byl založen v roce 2002 obcemi Dolo a Fiesso d'Artico.

### Pravomoci
Všechny správní pravomoci týkající se jednotného řízení níže uvedených funkcí a služeb jsou svěřeny svazu obcí:
- místní policie;
- výrobní činnosti (obchod, zemědělství, řemesla, průmysl, cestovní ruch);
- odměňování zaměstnanců, školení a rekvalifikační kurzy;
- komunikace a integrovaná přepážka;
- doručování dokumentů;
- jednotné kontaktní místo.

K převodu dalších funkcí a služeb na svazek dojde na základě zvláštního usnesení příslušných obecních zastupitelstev.

### Orgány svazu
Svaz obcí řídí následující tři orgány:
- zastupitelstvo svazu (il Consiglio) - skládá se ze starostů a maximálně tří radních z každé obce zapojené do svazku, které volí jejich zastupitelstva.[2]
- předseda svazu (il Presidente) - předsednictví svazu na dobu jednoho rozpočtového roku náleží postupně každému ze starostů sdružených obcí. V případě nepřítomnosti nebo překážky na straně předsedy vykonává funkci místopředseda, kterým je starosta, který se podle rotačního systému ujme funkce v následujícím roce.
- rada svazu (la Giunta) - skládá se ze starostů sdružených obcí.[3]